# Chợ đầu mối nông sản thực phẩm Hóc Môn
Chợ đầu mối nông sản thực phẩm Hóc Môn là một trong ba chợ đầu mối lớn nhất Thành phố Hồ Chí Minh, Việt Nam. Chợ tọa lạc trên đường Nguyễn Thị Sóc ở phía tây bắc thành phố, thuộc xã Xuân Thới Đông (trước đây thuộc xã Tân Xuân), huyện Hóc Môn.
Theo ban quản lý chợ, diện tích khuôn viên chợ là 100.000 m², bao gồm: nhà chợ chính, kho, bãi xe, đường giao thông và một số công trình khác như: khu xử lý chất thải, xử lý nước... Chợ kinh doanh chủ yếu mặt hàng thịt và rau củ quả. Đây cũng là chợ thịt heo lớn nhất thành phố.
Chợ đầu mối Hóc Môn được chính quyền thành phố lập ra khi triển khai quy hoạch lại các chợ đầu mối trên địa bàn thành phố vào đầu thập niên 2000. Chợ chính thức đi vào hoạt động từ ngày 21 tháng 11 năm 2003.